# Petit Nuage de Magellan
Pour les articles homonymes, voir Nuage (homonymie) et Magellan.

Petit Nuage de Magellan, avec l'amas ouvert NGC 346 associé à la région H II N66 dans la partie inférieure de l'image

Le Petit Nuage de Magellan (NGC 292), souvent abrégé en SMC dans la littérature en référence à l'anglais Small Magellanic Cloud, est une galaxie naine de type SB(s)m appartenant au Groupe local et située dans la constellation du Toucan. Satellite de la Voie lactée, il s'agit d'une petite galaxie irrégulière apparentée à une galaxie spirale magellanique dont la barre est visible mais dont le bras spiral est très dispersé. La base de données NASA/IPAC rapporte un échantillon de près de 300 mesures dont la moyenne donne une distance au Soleil de 61 ± 7 kpc (∼199 000 al).
En 2023, une analyse des données du satellite Gaia et du relevé télescopique SDSS conforte une hypothèse datant de 1986, selon laquelle le Petit Nuage est en fait constitué de deux galaxies naines situées l'une derrière l'autre, vues depuis la Terre.

## Description
Avec une magnitude apparente visuelle de 2,2, c'est l'un des objets les plus éloignés pouvant être vus à l’œil nu. Compte tenu de sa déclinaison de près de -73°, il n'est visible aisément que depuis l'hémisphère sud, apparaissant comme une petite tache laiteuse et floue s'étendant sur environ 3° de large. Cependant, en raison de sa très faible brillance de surface, il n'est clairement visible que depuis un lieu éloigné de toute pollution lumineuse. Il a semble-t-il été mentionné pour la première fois par le navigateur Amerigo Vespucci dans le compte-rendu de son voyage des années 1503-1504, mais ce fut l'expédition de Magellan autour du monde qui le popularisa et qui lui donna son nom.

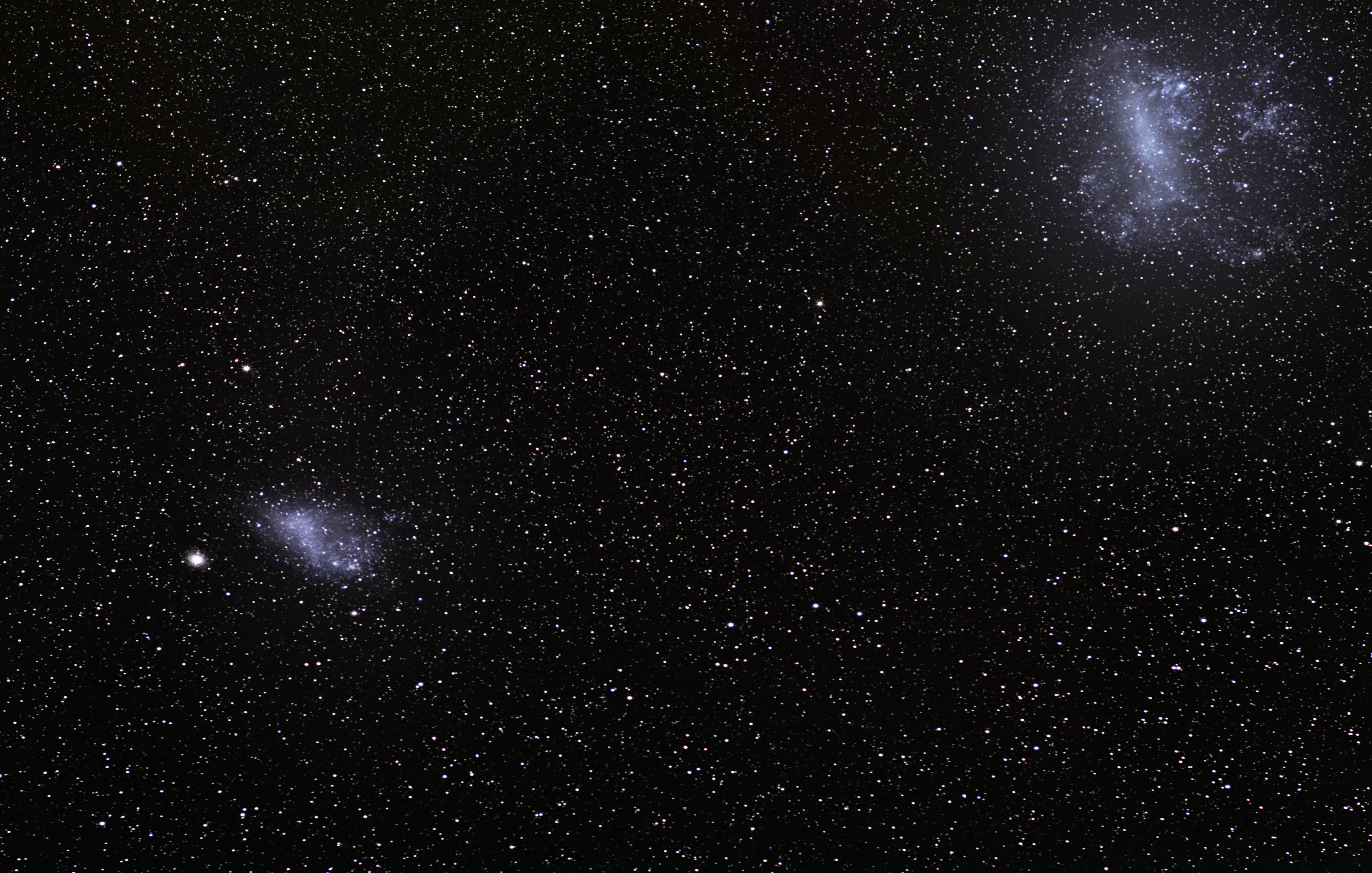
Le Petit Nuage de Magellan (à gauche) en compagnie du Grand Nuage de Magellan.

Il forme une paire avec le Grand Nuage de Magellan, qui est situé 20° plus à l'est. Comme lui, c’est apparemment une ancienne galaxie spirale barrée qui a été déformée par les forces de marée de la Voie Lactée. Le Petit Nuage de Magellan est aussi un membre du Groupe local, le 4e objet le plus proche de notre galaxie. Le Petit Nuage de Magellan est relié au Grand Nuage par un pont de gaz et d'étoiles appelé pont magellanique. Il contribue également au courant magellanique, une structure probablement arrachée aux deux nuages par les forces de marée galactique de la Voie lactée.
Par sa composition et sa morphologie, il est semblable à la galaxie de Barnard (NGC 6822), une galaxie naine irrégulière barrée située à environ 1,6 million d'années-lumière (500 kpc) dans la constellation du Sagittaire.

Objets notables du Petit Nuage de Magellan
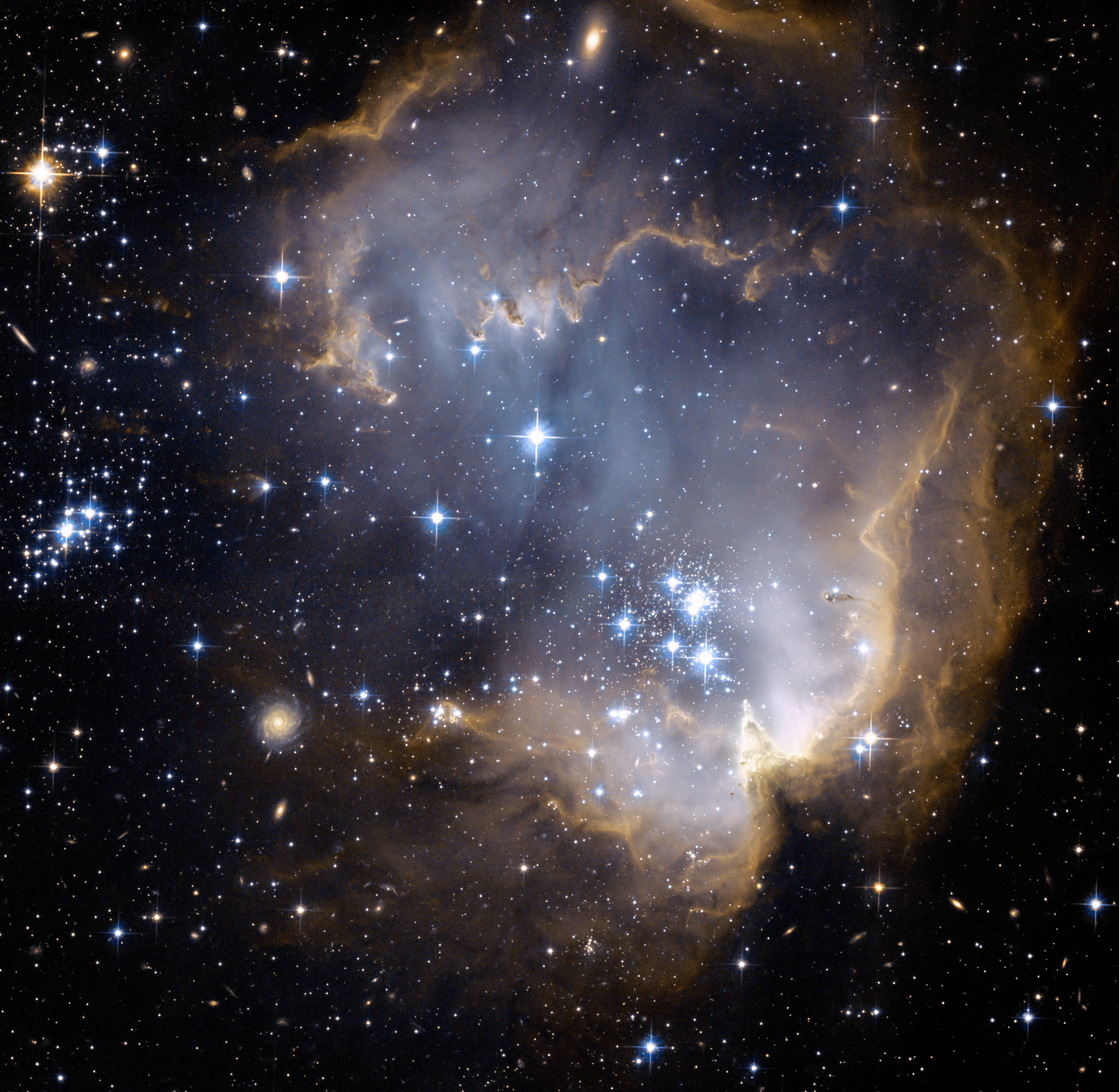
NGC 602, un amas stellaire[7].
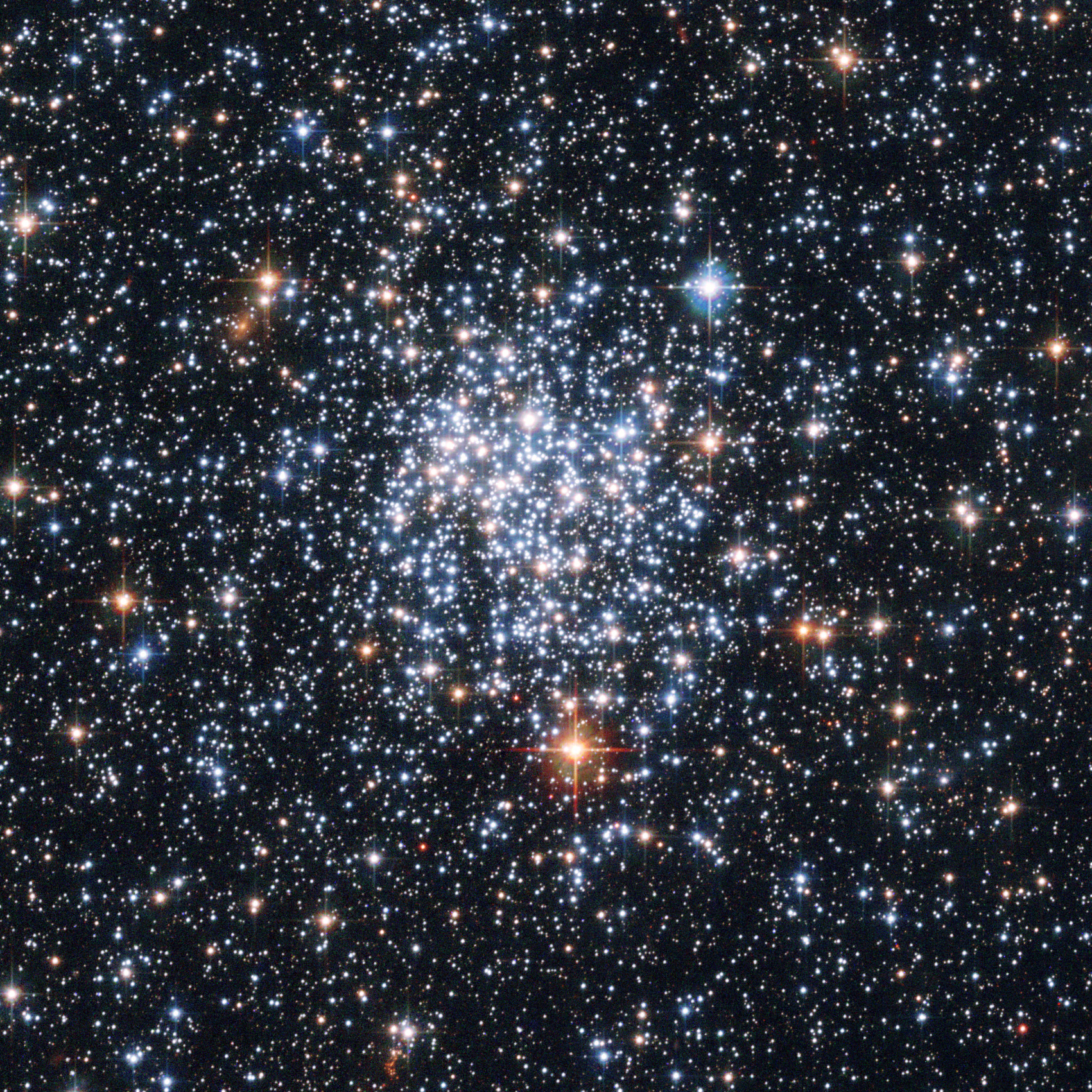
NGC 265, un amas ouvert[8].
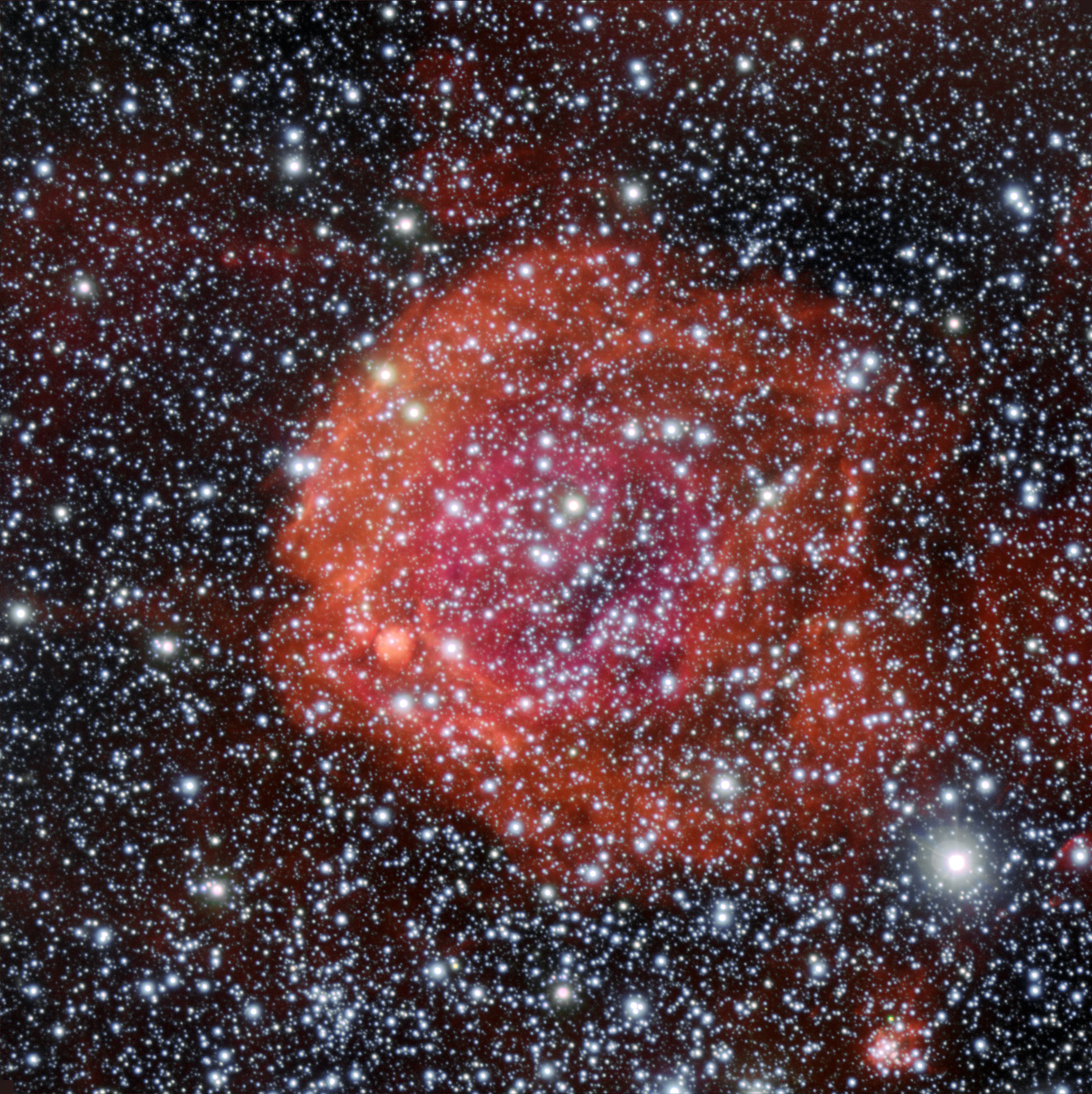
NGC 371, une région H II[9].
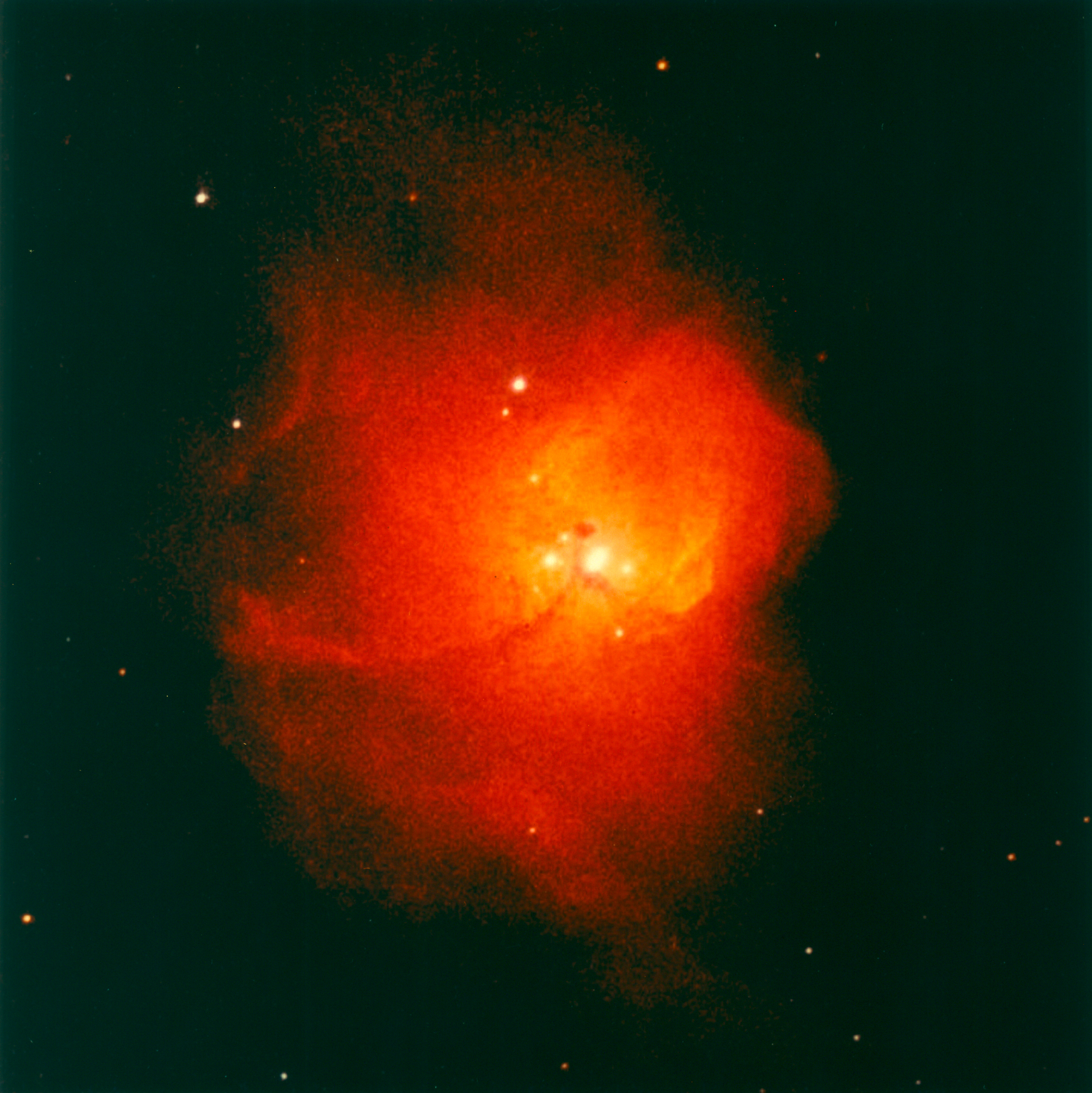
Nébuleuse N81, zone de formation stellaire[10].
NGC 346, autre zone de formation stellaire[11].
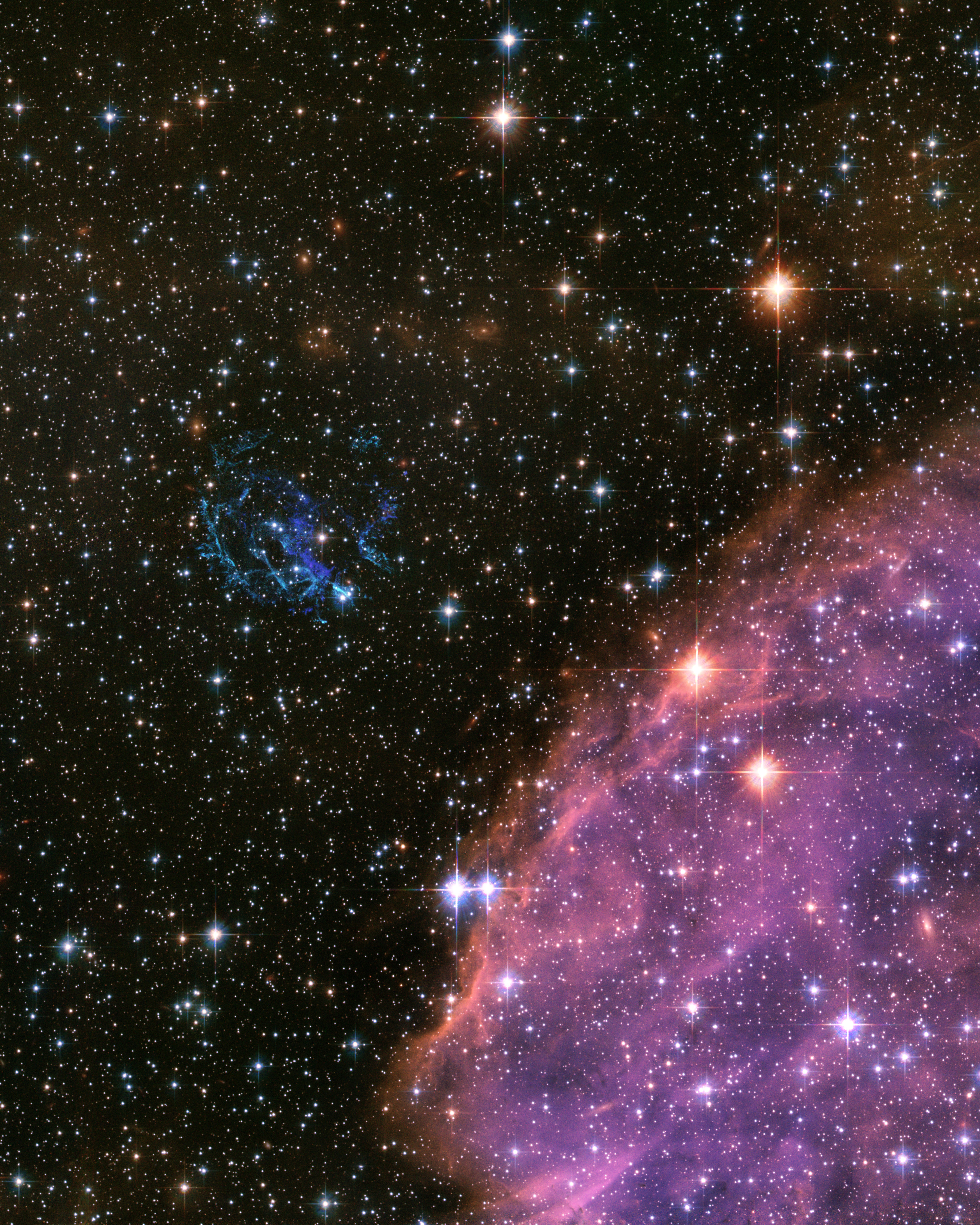
Rémanent de supernova 1E0102.2-7219 (en bleu) et région H II N76 (en violet)[12].
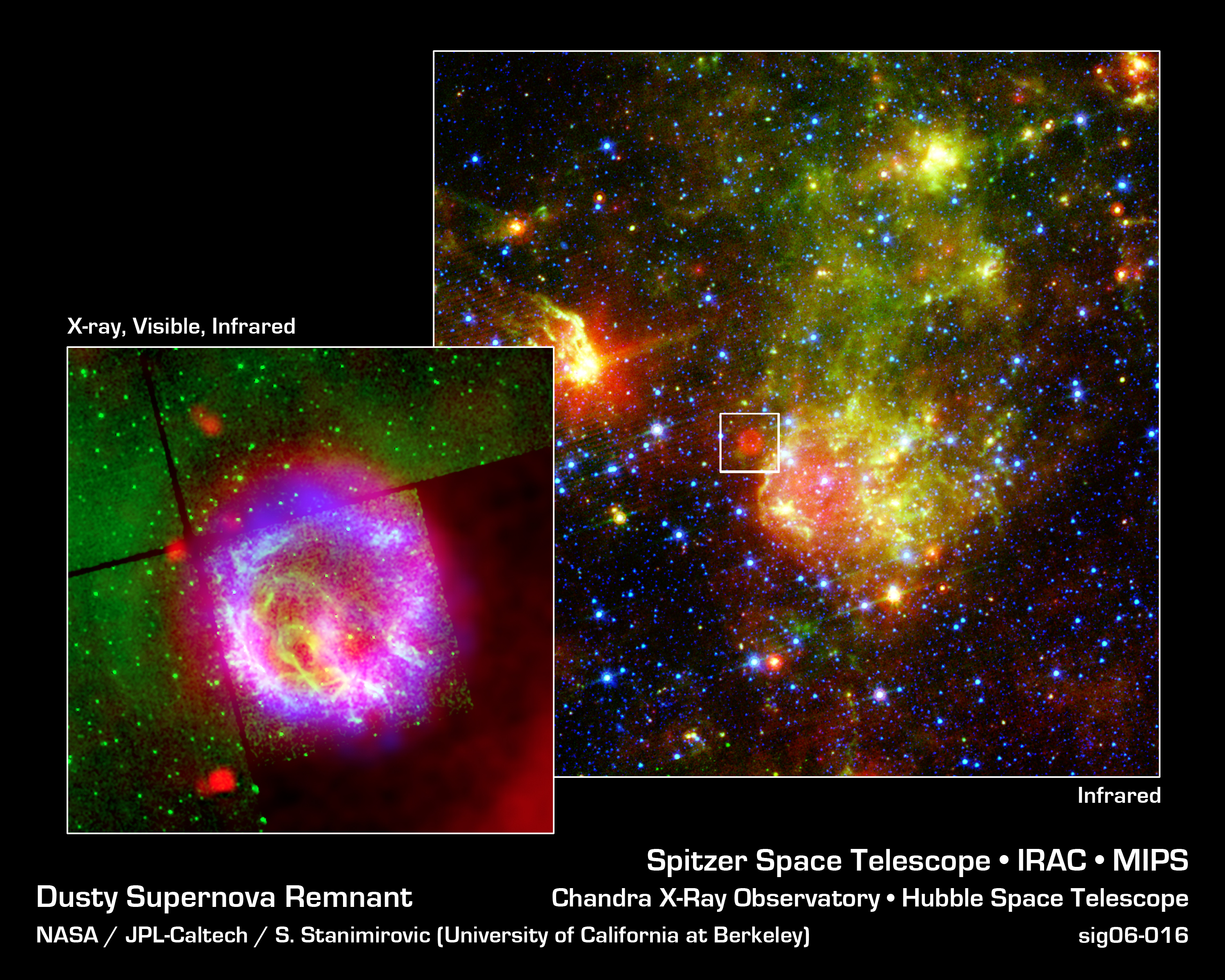
Localisation du rémanent de supernova 1E0102.2-7219 par rapport à la nébuleuse N76[13].

## Structure
En 1986 il est suggéré que le Petit Nuage puisse en fait être constitué de deux structures distinctes, alignées du point de vue de la Terre ; cette séparation pourrait être due à une collision passée entre le Petit et le Grand Nuage. En 2023, une étude systématique des ondes radio émises par l'hydrogène atomique, basée sur les données du satellite Gaia et de l'étude APOGEE du SDSS, conforte cette hypothèse et conclut à la présence de deux galaxies aux compositions différentes, séparées d'environ 5 kpc (16 000 al). La différence de composition (un enrichissement différent en éléments lourds) tend à privilégier une origine distincte des deux objets plutôt qu'une disruption d'un objet initial sous l'effet des forces de marée,.

## Dans la Voie Lactée
Les deux Nuages de Magellan sont des galaxies satellites de la voie lactée :